# 마우나케아 천문대
마우나케아 천체관측단지(MKO)는 미국 하와이주 하와이섬의 마우나케아산의 정상에 있는 천문학 연구 시설들을 운영하는 독립 기구이다. 천문학 연구시설들은 마우나케아 과학 보전지구 내의 "천문학 특구(Astronomy Precinct)"로 지정된 정상 지역의 약 20만 제곱미터(약 60만평)의 특별 구역에 위치하고 있다. 천문학 특구는 1967년에 지정되었다. 하와이 주립대학이 이 부지를 관리하며 몇몇 다국적 관측 장비에 땅을 제공하고 있다. 이들이 투자한 총액은 약 20억달러에 이른다. "천문학특구"는 역사 보존 조례에 의해 보호되고 있는데, 왜냐하면 그 곳이 하와이 원주민의 문화에 있어 중요한 장소이기 때문이다.
하와이 원주민의 창세 설화에 따르면 마우나케아는 하와이 원주민의 선조이다.
해발고도가 높고 태평양 한가운데에 동떨어져 있기 때문에 마우나케아는 지구 표면에서 지상 천체망원경을 건설하기에 가장 적합한 몇몇 장소 가운데 하나이다. 이곳은 서브밀리미터파, 적외선, 그리고 광학 관측에 이상적인 장소이다. 시상(seeing) 측정 통계에 따르면, 이곳은 광학 및 적외선 파장대에서 천체의 영상이 가장 또렷하게 보이는 이상적인 장소이다. 예를 들면, CFHT 망원경의 경우, 시상의 중간값은 0.43" 정도이다. 참고로, 세계적인 천문대 부지들은 0.6" 정도이고, 대한민국에서는 평균 2" 정도의 시상을 보인다. 천문학자들을 위한 숙박 시설이 마우나케아 산의 중간인 해발 2,835 미터 지점에 건설되었다. 또한 바로 그 아래에는 일반 방문객을 위한 전시관이 해발 2,775 미터 지점에 건설되었다. 마우나케아 천체관측단지는 해발 고도가 너무 높으므로 그곳을 관측하는 천문학자들과 일반 방문객들은 해발 고도가 낮은 지점에서 대기압에 적응하기 위해 30분 정도 머물게 되어 있다.

## 천체 망원경
마우나케아 천체관측단지에 건설된 천체망원경들은 여러 나라의 정부 기관에 의해 설립되었다. 하와이 주립대학이 직접 운영하는 천체 망원경은 2기이다. 모두 12기의 천체망원경이 마우나케아 산 정상에 건설되어 있다.
- Caltech Submillimeter Observatory (CSO): 캘리포니아 공과대학교(Caltech)
- Canada France Hawai'i Telescope (CFHT): 캐나다, 프랑스, 하와이 주립대학
- Gemini North Telescope: 미국, 영국, 캐나다, 칠레, 오스트레일리아, 아르헨티나, 브라질
- Infrared Telescope Facility (IRTF): 미국 항공우주국(NASA)
- James Clerk Maxwell Telescope (JCMT): 영국, 캐나다, 네덜란드
- 스바루 망원경: 일본국립천문대(NAOJ)
- Sub-Millimeter Array (SMA): 대만, 미국
- United Kingdom Infrared Telescope (UKIRT): 영국
- University of Hawai'i 88-inch telescope (UH88): 하와이 주립대학
- University of Hawai'i 24-inch telescope (UH24): 하와이 주립대학 힐로(Hilo) 분교
- Very Long Baseline Array (VLBA)의 수신기 1기: 미국
- W. M. 켁 천문대: 캘리포니아 천문학 연구 연합(California Association for Research in Astronomy)

## 같이 보기
- 파라날 천문대
- 라 실라 천문대
- 유럽 초대형 망원경